# RCW 103
RCW103是一个超新星遗迹，位于赤经16h17m30s，赤纬-52° 02′。它的历史大约有两千年，它的中心含有X射线源1E 161348-5055。它位于10000光年以外的矩尺座中。